# Бердичевский Шер, Хосе
Хосе Бердичевский Шер (исп. José Berdichewsky Scher; 1919—2000) — чилийский военный деятель, бригадный генерал авиации.

## Биография
Бердичевский родился в Сантьяго в еврейской семье, которая свободно говорила на идише.
В 1952 был личным пилотом президента Габриэля Гонсалеса Видела, затем служил в ВВС Чили, став там первым еврейским генералом в авиации. Был командиром 4-й воздушной бригады.
Сторонник Аугусто Пиночета, участник захвата власти в стране и бомбардировки президентского дворца. Во время правительственной хунты назначен начальником штаба и заместителем командующего ВВС Чили, а также командиром гарнизона Сантьяго.
В 1975 году его чествовали на ужине, устроенном лидерами чилийско-еврейской общины.
Вышел в отставку в декабре 1977 года.
С 16 марта 1978 по 13 августа 1980 года — посол Чили в Израиле. Укрепил военное сотрудничество Чили с Израилем.